# Tyrrell 012
A Tyrrell 012 egy Formula–1-es versenyautó, amelyet a Tyrrell csapat tervezett az 1983-as Formula–1 világbajnokságra, és ezt használták 1984-ben valamint az 1985-ös idény első felében is. Pilótái 1983-ban Michele Alboreto és Danny Sullivan, 1984-ben Martin Brundle, Stefan Johansson, Stefan Bellof és Mike Thackwell voltak, 1985-ben pedig Brundle, Bellof és Johansson.

## Áttekintés
A Tyrrell csapatnak több szponzora is volt az idények során, ezért az autó többféle színben is pompázott. 1983-ban a Benettonnak köszönhetően zöldek voltak. A kasztni szénszálas megerősítésű lett, követve a több csapat által alkalmazott újítást. A könnyű és karcsú kialakítás ellenére gyakorlatilag esélye sem volt a turbómotoros csapatok ellen, ugyanis a Tyrrell még mindig kitartott az elavult Ford-Cosworth DFY motorok mellett. Ebben az évben Alboreto szerzett vele egy pontot.
1984-ben a Systime Computer lett a nagy szponzoruk, emiatt kékek lettek az autók, de már az idény közben a DeLonghi feketéjében pompáztak. Az idényt a Brundle-Bellof párossal kezdték meg, és alakítottak a kasztnin is: nagyobb lett a hátsó szárny és kisebbek az oldaldobozok. Emellett kitartottak a régi motork mellett, immár utolsóként a sportágban. Ennek is köze volt ahhoz, hogy a versenyképességért küzdő Tyrrellt végül trükközésen kapták a detroiti nagydíjat követően, és példátlan módon kizárták a teljes bajnoki idényből, elért eredményeik helyett pedig diszkvalifikálák őket. A szezon utolsó három futamán már részt sem vehettek.
1985-ben is ezzel az autóval voltak kénytelenek megkezdeni az idényt, amely már 300 lóerővel volt gyengébb, mint a mezőny többi tagja. A francia nagydíjon mutatkozott meg ez, ahol Brundle már az új autóval versenyzett, míg Bellof a régivel, és a hosszú Mistral egyenesben az új látványosan elhúzott, körönként mintegy négy másodperccel nagyobb tempót diktálva.
Ugyancsak 1985-ben használta az autókat a Formula–3000-es Barron Racing Team.

## Eredmények
(félkövérrel jelölve a pole pozíció)
| Év   | Csapat                       | Motor             | Gumik | Pilóták          | 1   | 2   | 3   | 4   | 5   | 6   | 7   | 8   | 9   | 10  | 11  | 12  | 13  | 14  | 15  | 16  | Pontok | Helyezés |
| ---- | ---------------------------- | ----------------- | ----- | ---------------- | --- | --- | --- | --- | --- | --- | --- | --- | --- | --- | --- | --- | --- | --- | --- | --- | ------ | -------- |
| 1983 | Benetton Tyrrell Racing Team | Ford-Cosworth DFY | G     |                  | BRA | USW | FRA | SMR | MON | BEL | DET | CAN | GBR | GER | AUT | NED | ITA | EUR | RSA |     | 12*    | 7.       |
| 1983 | Benetton Tyrrell Racing Team | Ford-Cosworth DFY | G     | Michele Alboreto |     |     |     |     |     |     |     |     |     |     | KI  | 6   | KI  | KI  | KI  |     | 12*    | 7.       |
| 1983 | Benetton Tyrrell Racing Team | Ford-Cosworth DFY | G     | Danny Sullivan   |     |     |     |     |     |     |     |     |     |     |     |     |     | KI  | 7   |     | 12*    | 7.       |
| 1984 | Tyrrell Racing Organisation  | Ford-Cosworth DFY | G     |                  | BRA | RSA | BEL | SMR | FRA | MON | CAN | DET | DAL | GBR | GER | AUT | NED | ITA | EUR | POR | 0**    | KIZ      |
| 1984 | Tyrrell Racing Organisation  | Ford-Cosworth DFY | G     | Martin Brundle   | KIZ | KIZ | KIZ | KIZ | KIZ | NK  | KIZ | KIZ | NK  |     |     |     |     |     |     |     | 0**    | KIZ      |
| 1984 | Tyrrell Racing Organisation  | Ford-Cosworth DFY | G     | Stefan Johansson |     |     |     |     |     |     |     |     |     | KIZ | KIZ | NK  | KIZ | KIZ | KIZ | KIZ | 0**    | KIZ      |
| 1984 | Tyrrell Racing Organisation  | Ford-Cosworth DFY | G     | Stefan Bellof    | KIZ | KIZ | KIZ | KIZ | KIZ | KIZ | KIZ | KIZ | KIZ | KIZ |     | KIZ | KIZ | KIZ | KIZ | KIZ | 0**    | KIZ      |
| 1984 | Tyrrell Racing Organisation  | Ford-Cosworth DFY | G     | Mike Thackwell   |     |     |     |     |     |     |     |     |     |     | NK  |     |     |     |     |     | 0**    | KIZ      |
| 1985 | Tyrrell Racing Organisation  | Ford-Cosworth DFY | G     |                  | BRA | POR | SMR | MON | CAN | DET | FRA | GBR | GER | AUT | NED | ITA | BEL | EUR | RSA | AUS | 4      | 9.       |
| 1985 | Tyrrell Racing Organisation  | Ford-Cosworth DFY | G     | Martin Brundle   | 8   | KI  | 9   | 10  | 12  | KI  |     |     |     |     |     |     |     |     |     |     | 4      | 9.       |
| 1985 | Tyrrell Racing Organisation  | Ford-Cosworth DFY | G     | Martin Brundle   |     |     |     |     |     |     |     |     | 10  | NK  |     |     |     |     |     |     | 4      | 9.       |
| 1985 | Tyrrell Racing Organisation  | Ford-Cosworth DFY | G     | Stefan Bellof    |     | 6   | KI  | NK  | 11  | 4   | 13  | 11  |     |     |     |     |     |     |     |     | 4      | 9.       |
| 1985 | Tyrrell Racing Organisation  | Ford-Cosworth DFY | G     | Stefan Johansson | 7   |     |     |     |     |     |     |     |     |     |     |     |     |     |     |     | 4      | 9.       |

* 11 pontot szereztek a 011-essel
** A csapatot kizárták a teljes 1984-es szezonból